# Hermano Lobo
Hermano Lobo fue una revista española de humor publicada entre 1972 y 1976, en los últimos años del franquismo y el comienzo de la Transición.

## Historia
Fundada el 13 de mayo de 1972, por José Ángel Ezcurra, siendo Chumy Chúmez su principal impulsor, estuvo inspirada en el semanario francés Charlie Hebdo. Constaba de 16 páginas de 29x36 cm, con dos grapas a caballete, papel de mucho gramaje y mayor mano, impresa en dos tintas, poco texto e ilustraciones de gran tamaño. Pronto se convirtió en la revista de humor de referencia del tardofranquismo, arrinconando a una envejecida La Codorniz, que empezó un acusado declive en las preferencias de los lectores.
Forges, Jaume Perich, Manuel Summers, Quino y Miguel Gila colaboraban como dibujantes, y Francisco Umbral, Manuel Vázquez Montalbán, Manuel Vicent y Gila como colaboradores literarios. Otros destacados colaboradores fueron un jovencísimo Ops (El Roto), que debutó ilustrando la portada del número 1; el singular Emilio de la Cruz Aguilar autor de "Las casetes de Mac Macarra" y recreador, junto con Forges, del modelo léxico paradigmático de los jóvenes españoles de la década de 1970. También colaboraron francotiradores como Ricardo Cid Cañaveral, o el también polémico Jimmy Giménez-Arnau -bajo el seudónimo de “Jimmy Corso”.
Hermano Lobo publicó 213 números hasta el 6 de junio de 1976.

## Digitalización
En agosto de 2007 esta revista vuelve a salir a luz de manera digital. En un proyecto conjunto de Ediciones Pléyades y la Universidad de Salamanca, se lleva a cabo la digitalización y catalogación de los 213 números de la revista.
El principal impulsor de este proyecto fue José Ángel Ezcurra Carrillo, antiguo editor de la versión en papel. Por la parte de la Universidad de Salamanca participaron los profesionales del servicio de archivos y bibliotecas. Integrados por el director del servicio Severiano Hernández Vicente y los profesionales cubanos Emilio Joel Macias Gómez, Abel Casaus Peña, Claudia Marcos Marisy, Lourdes Borras Veiga y Karoll William Pérez Zambrano.